# Vadina
Vadina is een plaats in de gemeente Luka in de Kroatische provincie Zagreb. De plaats telt 240 inwoners (2001).